# Orchestra Sinfonica Accademica della Filarmonica Nazionale di Leopoli
L'Orchestra Sinfonica Accademica della Filarmonica Nazionale di Leopoli è una delle più antiche orchestre sinfoniche dell'Ucraina.

## Storia
Nel 1796, il violinista e direttore d'orchestra Józef Elsner iniziò la creazione della prima Accademia di musica a Leopoli . Riunì musicisti professionisti e dilettanti istruiti e divenne la prima organizzazione di concerti in città. Nel 1799, Karol Lipinski divenne il primo violinista, primo violino del Teatro di Leopoli e, dal 1811, il suo direttore d'orchestra. Franz Xaver Wolfgang Mozart, figlio di Wolfgang Amadeus Mozart, fondò nel 1826 la Società di Santa Cecilia, nella quale erano presenti un coro e un istituto di canto. L'attività della società diede impulso per la formazione di nuove realtà musicali ed artistiche. Concerti sinfonici con la partecipazione di musicisti professionisti e dilettanti furono organizzati anche dalla "Società degli amici della musica", attiva dal 1834. Nel giro di pochi anni ricevette uno status ufficiale con il nome di "Società per lo sviluppo della musica in Galizia", in seguito "Società di musica galiziana".
L'Orchestra Sinfonica Accademica della Filarmonica Nazionale di Leopoli intitolata a Myroslav Skoryk fu ufficialmente costituita il 27 settembre 1902, quando il primo concerto del collettivo appena creato ebbe luogo nel Teatro Conte Stanislav Skarbko. Aveva 1.240 posti a sedere, un grande palcoscenico mobile (160 m²), un organo da concerto, ed era dotato di illuminazione elettrica e riscaldamento centralizzato. Il direttore principale dell'orchestra era Ludvík Vítězslav Čelanský, che riunì un gruppo di 68 persone, la stragrande maggioranza delle quali erano diplomati al Conservatorio di Praga . Henryk Jarecki e Henryk Melcer-Szczawiński lavoravano accanto a lui alla scrivania del direttore d'orchestra. Durante la prima stagione si sono tenuti più di 114 concerti.  I programmi dei concerti includevano quasi tutte le sinfonie di Ludwig van Beethoven, capolavori sinfonici di Felix Mendelssohn, Wolfgang Amadeus Mozart, Franz Schubert, Robert Schumann, Franz Liszt, Antonin Dvorak, Anton Bruckner, Gustav Mahler, Camille Saint-Saens, Pyotr Ciajkovskij e Richard Strauss.
Richard Strauss, Gustav Mahler, Ruggiero Leoncavallo, Mieczysław Karłowicz e Lorenzo Perozi si sono esibiti come direttori invitati con l'ensemble di Leopoli.  Strauss diresse l'orchestra il 5 gennaio 1903, dirigendo le sue composizioni - poesie sinfoniche " Don Juan " e " Morte e Trasfigurazione ", così come la Sinfonia №5 di Beethoven. Il 2 aprile 1903, l'ensemble di Leopoli fu diretto da Gustav Mahler . Il programma del concerto prevedeva la Sinfonia №7 di Beethoven, il " Carnevale Romano " di Hector Berlioz, l'ouverture a " Tannhäuser " di Richard Wagner e la Prima Sinfonia di Gustav Mahler . Quest'ultimo ha suonato ancora una volta in un secondo concerto il 4 aprile. Insieme a questa composizione, i musicisti hanno eseguito anche la settima sinfonia di Ludwig van Beethoven, aperture e frammenti sinfonici delle opere " Tristano e Isotta ", "Tannhäuser" e " I maestri cantori di Norimberga " di Richard Wagner.
IL 7 e 9 maggio 1903 Ruggero Leoncavallo diresse l'Orchestra Sinfonica. Il programma del concerto prevedeva frammenti delle opere " Pagliacci " e " I Medici ", "Suite napoletana", "Suite Vecchia" e il poema sinfonico "Seraphitus-Seraphita". Dopo la stagione, l'orchestra è andata in tournée a Cracovia, Lodz, Varsavia e Vilnius, dove ha cessato di esistere.
Per molto tempo, la Filarmonica di Leopoli non ha avuto una propria orchestra. Il suo direttore Leopold Litinsky tentò di creare un gruppo composto da i migliori musicisti delle orchestre militari di diversi reggimenti di fanteria locali, che continuarono le attività concertistiche della Filarmonica nel 1903-1904. Negli anni successivi, le orchestre in tournée si sono esibite principalmente a Leopoli.
Durante il 1919-1939, l'orchestra sinfonica del Conservatorio della Società di musica galiziana rimase praticamente l'unica orchestra permanente a Leopoli. Di tanto in tanto, una grande orchestra sinfonica dell'Unione polacca dei musicisti, organizzata nel 1921 e composta da 106 strumentisti, si esibiva sotto gli auspici della Filarmonica di Leopoli e del Concert Bureau di M. Türk (che univa artisti provenienti dalla Società di musica galiziana e dal teatro cittadino e che operò fino al 1924). I suoi programmi sono stati preparati da Bronislaw Wolfstal, Adam Soltis e Alfred Stadler, Milan Zuna.
In questo periodo, in particolare nella stagione concertistica del 1931-1932, a causa della crisi economica, i reparti musicali del Teatro Comunale furono sciolti. I musicisti sono entrati a far parte dell'orchestra della "Società degli amanti della musica e dell'opera", iniziando la propria attività concertistica con una serie di concerti sinfonici.

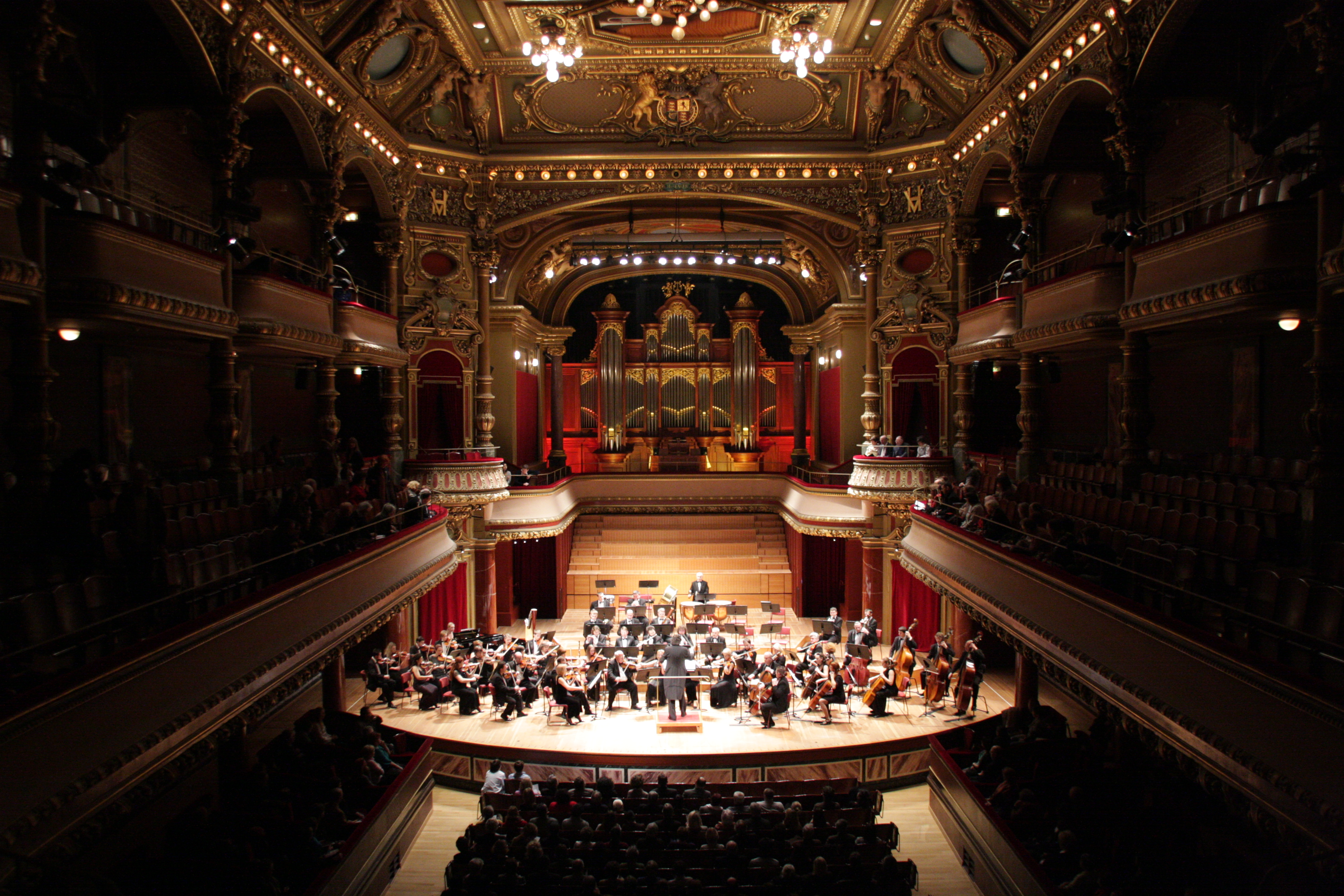
Orchestra Sinfonica Accademica della Filarmonica Nazionale di Leopoli, Ginevra (Sala Vittoria).

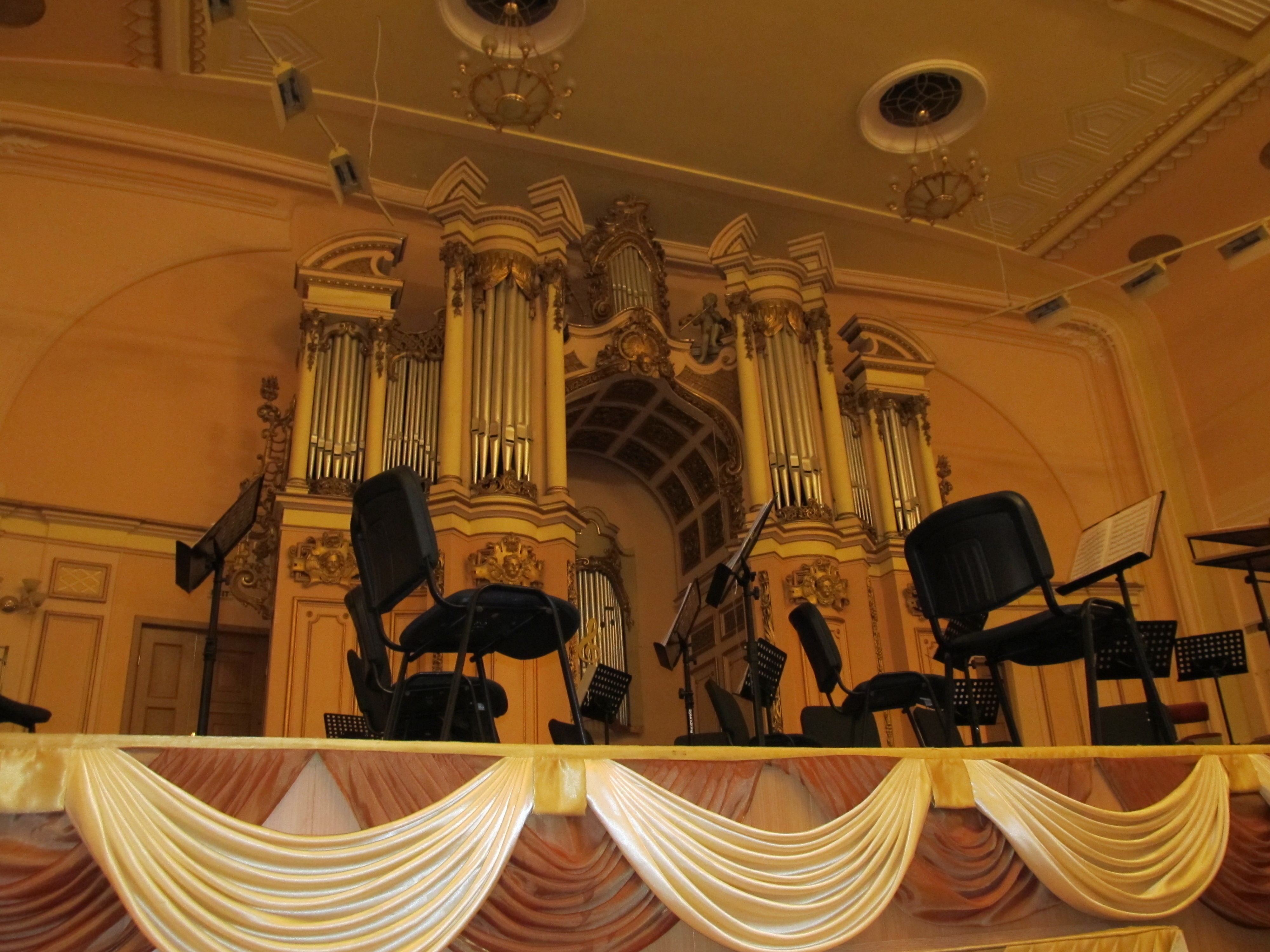
Sala dei Concerti Filarmonica

Con l'arrivo del potere sovietico, nel dicembre 1939, giunse la Risoluzione del Consiglio dei Commissari del Popolo dell'URSS del 19 dicembre 1939, concernente l'organizzazione delle istituzioni culturali e artistiche in sei regioni occidentali di nuova formazione dell'Ucraina e la riorganizzazione delle istituzioni artistiche ed educative dal Commissario del popolo sovietico e dal Comitato centrale del Partito Comunista, secondo il quale si prevedeva di creare a Leopoli una filarmonica regionale statale con un'orchestra sinfonica e un coro ucraino, con un settore varietale e solisti. L'orchestra sinfonica è stata costituita sotto il comitato radiofonico regionale. L'orchestra si esibì per la prima volta il 20 dicembre 1939 sotto la guida di Isaac Pain, un direttore d'orchestra di 27 anni, diplomato al Conservatorio di Kiev . All'inizio del 1940, questa orchestra fu riorganizzata nell'Orchestra Sinfonica della Filarmonica regionale dello Stato di Leopoli.  Anche il direttore e compositore di Leopoli Mykola Kolessa è stato invitato a lavorare nell'orchestra. Durante l'occupazione tedesca, nel 1941-1944, la Filarmonica non effettuò attività. Nel dopoguerra, l'orchestra dovette essere nuovamente riassemblata, cosa che avvenne con gli sforzi congiunti di Isaac Pain, Dionysius Khabal, Nestor Gornitsky e Mykola Kolessa. La squadra riprese il suo lavoro nell'agosto 1944. I primi concerti comprendevano opere di Stanyslav Lyudkevych, Vasyl Barvinsky, Mykola Lysenko, Stanisław Moniuszko, Camille Saint-Saens, Pyotr Tchaikovsky e Karl Maria von Weber.
Dal 2018 l'orchestra collabora con il direttore americano di origine ucraina Theodore Kuhar, che ora è il principale direttore ospite dell'orchestra.
Nel 2006, l'Orchestra Sinfonica Filarmonica Nazionale di Leopoli ha ricevuto il titolo di "Accademico". Nel 2018, con la partecipazione di questo gruppo, durante il concerto dell'autore di Myroslav Skoryk, la Filarmonica di Leopoli ha ricevuto lo status di "nazionale". Da settembre 2020, la Filarmonica prende il nome da questo compositore ucraino. I maestri dell'orchestra sono l'artista onorario dell'Ucraina Marko Komonko e Mykola Gavyuk.
L'Orchestra Sinfonica della Filarmonica Nazionale di Leopoli partecipa regolarmente a festival internazionali. In particolare, il Festival Internazionale d'Arte Musicale "Virtuosos", il Festival Internazionale di Musica Contemporanea " Kontrasty " (o "Contrasts"), il Festival Ucraino-Polacco "Alla scoperta di Paderewski". L'orchestra ha effettuato tournée in molti paesi del mondo, tra cui Polonia, Italia, Spagna, Francia, Svizzera, Germania, Paesi Bassi e Cina. Nelle ultime stagioni,  l'orchestra ha realizzato numerose registrazioni importanti per importanti etichette internazionali, tra cui Naxos e Brilliant Classics.

## Galleria d'immagini

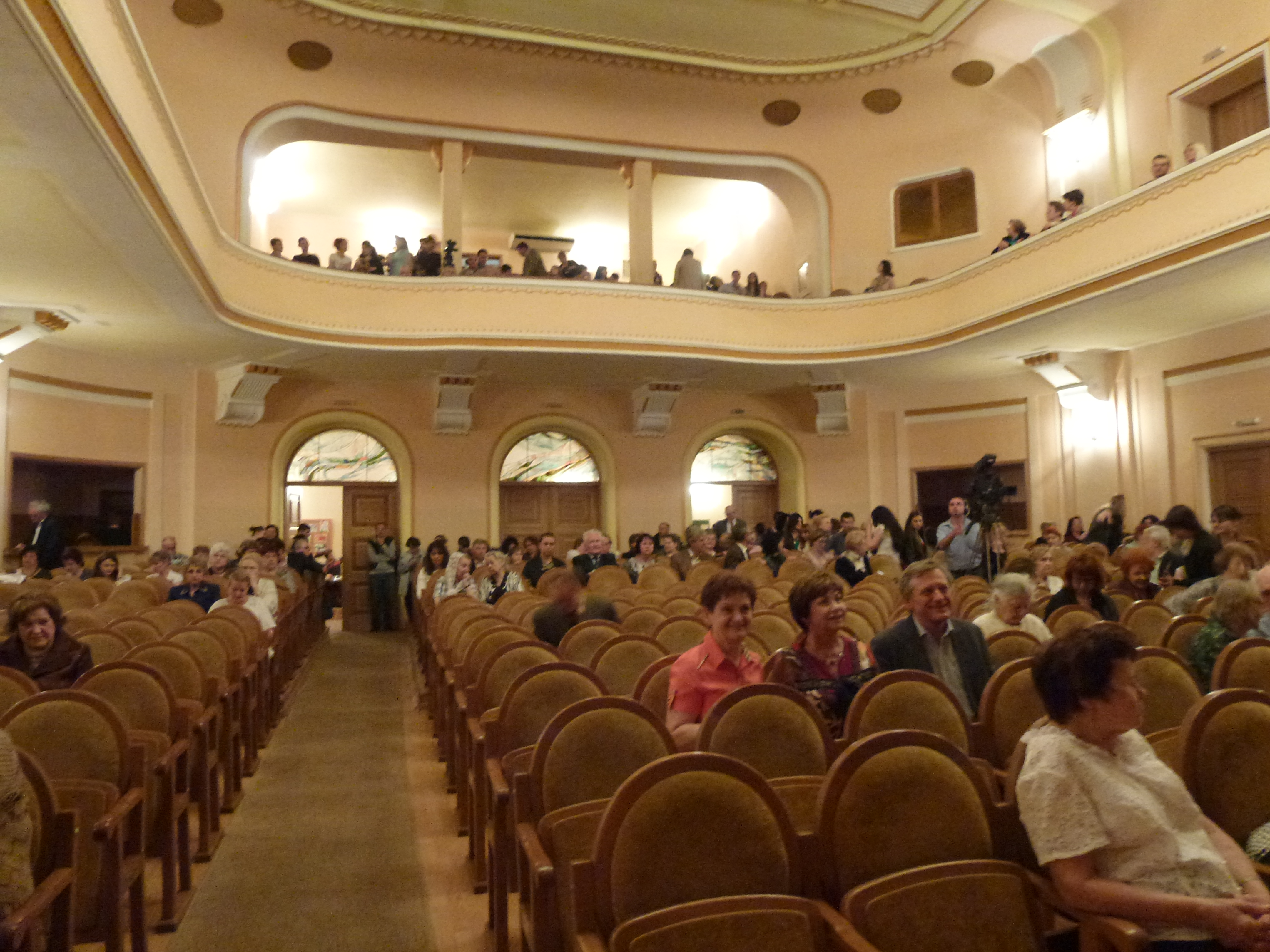
Sala da concerto filarmonica di Leopoli
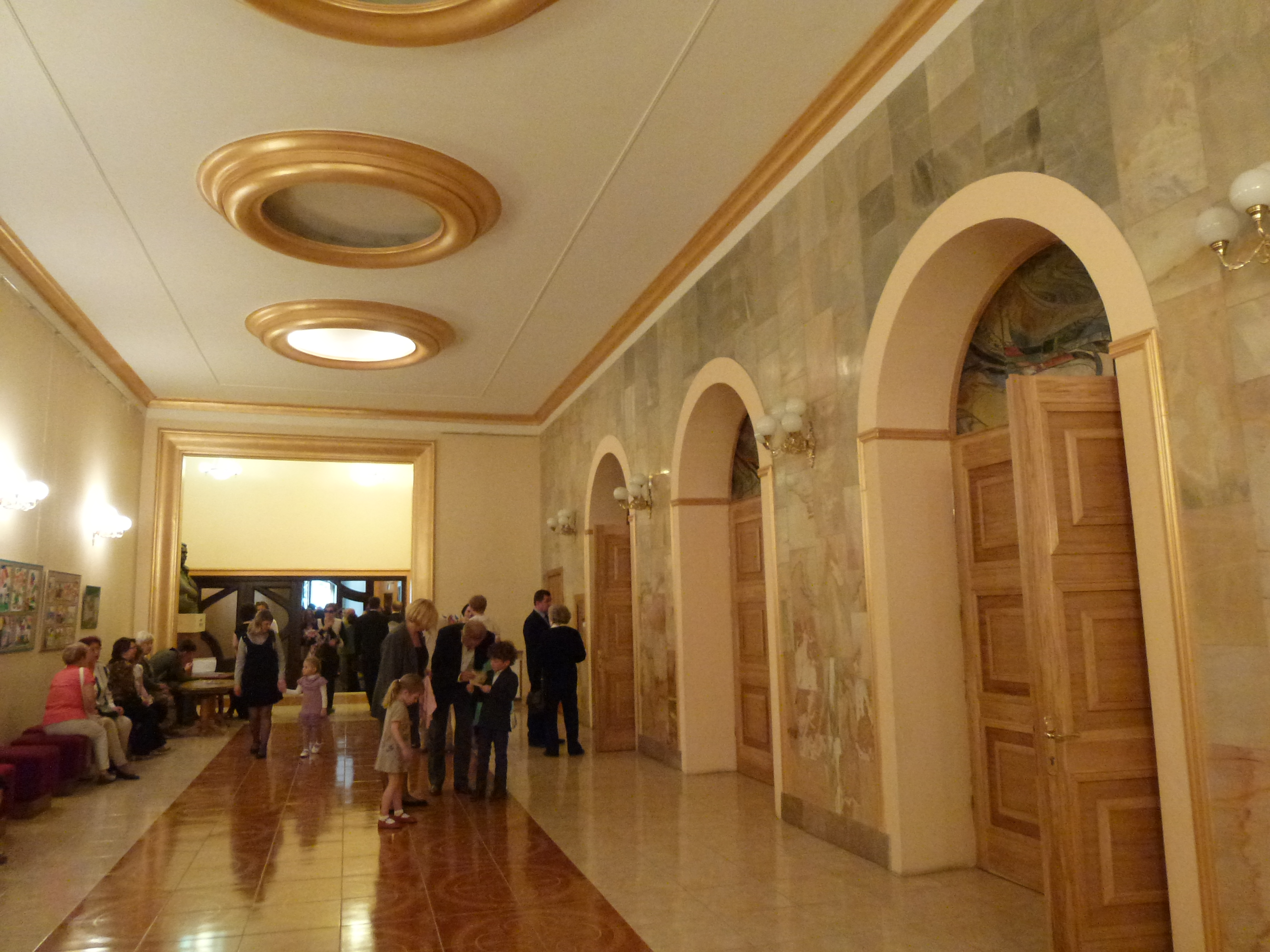
Foyer della Filarmonica di Leopoli
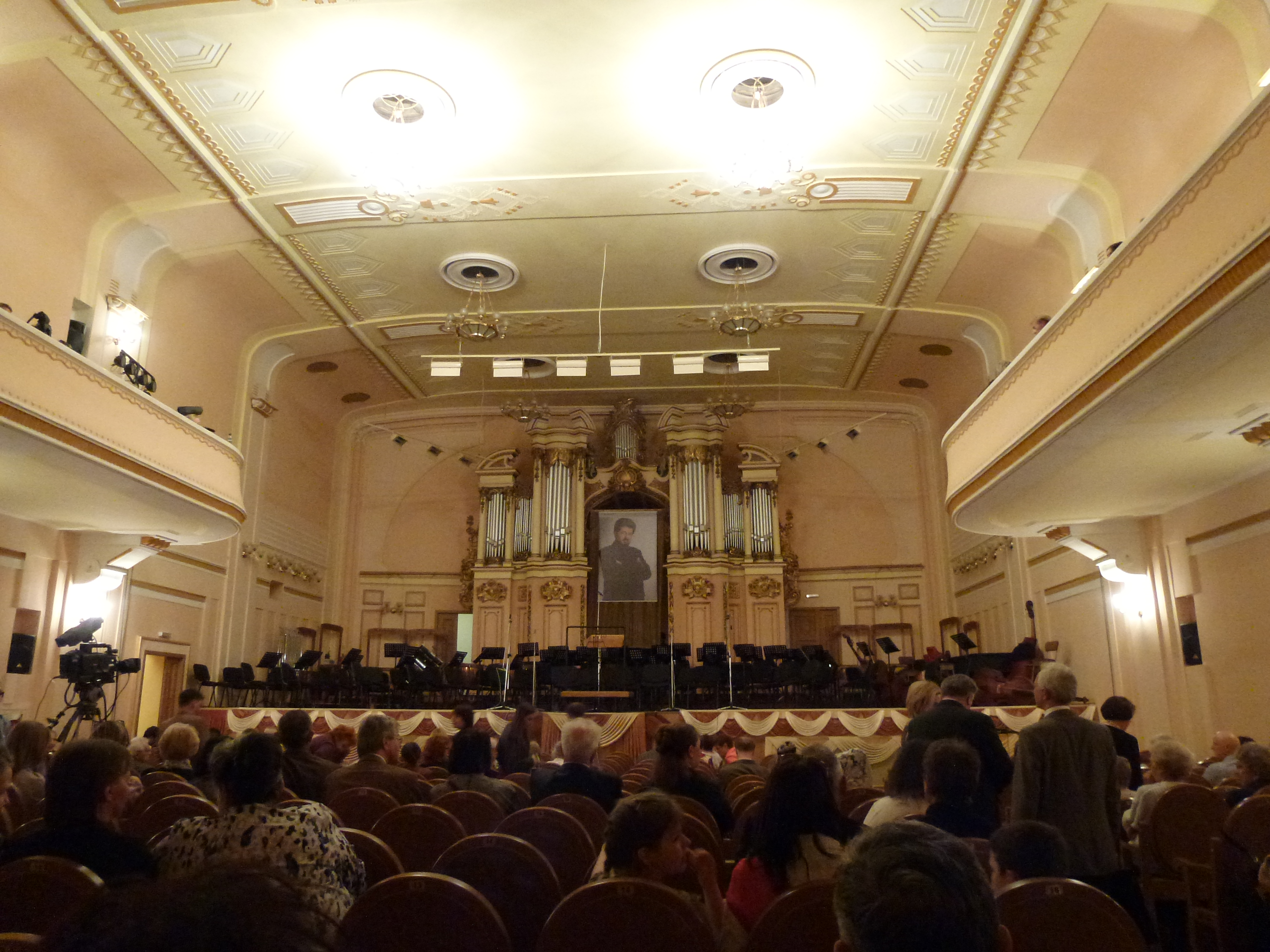
Sala da concerto filarmonica di Leopoli